# جبل أم الدرج (العلا)
جبل أم الدرج أحد جبال محافظة العلا غرب المملكة العربية السعودية. يشتهر الجبل بكثرة المعثورات والنقوشات الأثرية فيه، حيث يشكل هو وجبل عكمة أكبر رافد معلومات عن الحياة الاجتماعية والاقتصادية والتجارة والضرائب في مملكة دادان.

## الوصف
يقع جبل أم الدرج عند المدخل الجنوبي لوادي ساق٬ في الجهة الشمالية الغربية من العلا مقابل جبل الخريبة٬ ويوجد في الجبل درج منحوت يصعد حتى أعلى الجبل٬ وقد عثر بالموقع على عدد من بقايا التماثيل اللحيانية وبقايا الآثار الأخرى ٬ ما يعزز فرضية وجود ورشة محلية للنحت في موقع أم الدرج٬ ووجود عدد من المعابد فوق قمة الجبل. ويؤرخ لأغلب الآثار التي عثر عليها في جبل أم الدرج بفترة ما بين القرن الخامس وحتى منتصف القرن الأول قبل الميلاد.
ُ
عُثر فوق قمة جبل أم الدرج على بقايا معبد كبير٬ بني من الحجر الرملي الأحمر المثبته بالملاط الطيني، يبلغ طول أحد مرافقه نحو 15 متر وعرضه ما يقرب من 11 متر٬ ومن المرجح أنه مكرس للمعبود الرئيس لمملكة لحيان (ذو غيبة)٬ فضلاً عن العثور على خزانين دائريين محفورين في الصخر٬ ومبطنين بالجص من الداخل٬ وكذلك على عدد من الكوات أو النيشات المنحوتة في الصخر٬ والمخصصة لوضع التماثيل وأنصاب المعبودات على الأرجح ٬ كما عثر في الموقع على عدد من أجزاء التماثيل مختلفة الأحجام٬ وبعض المذابح وموائد الق اربين ذات الأشكال والطرز والأبعاد المتباينة٬ والمنقوش على بعضها نقوش لحيانية أو معينية تتحدث عن بعض المعبودات المحلية وصنوف القربان المقدمة لها وكمياتها٬ وكذلك عُثر على بعض المجامر القديمة المصنوعة من الحجر الرملي٬ إلى جانب كمية ضخمة من بقايا الأواني الفخارية ذات الزخارف المتنوعة بين هندسية ونباتية وحيوانية.